# 兰州西站北广场站
兰州西站北广场站是一个位于中华人民共和国甘肃省兰州市七里河区西站街道国铁兰州西站北广场地下，属于兰州轨道交通1号线的地铁车站，于2019年6月23日开通。

## 车站结构
兰州西站北广场站位于兰州西站北广场地下，预留2号线换乘结构，两线车站垂直布置，其中1号线车站沿西津西路东西向铺设，为地下三层双柱三跨岛式站台车站，车站长181米，标准段宽23米，2号线车站西客站北广场南北向铺设，为地下二层岛式站台车站，车站长179米，标准段宽35米。车站地下一层为站厅层，地下二层为2号线站台层，地下三层为1号线站台层，站台预留节点换乘通道。
|               |  | 未來 █ 2号线（规划）预留轨道 |
| 未啟用 · 島式 |  |                              |
|               |  | 未來 █ 2号线（规划）预留轨道 |

|                   |  | █ 1号线往陈官营（土门墩） |
| 島式 · 開左邊车门 |  |                           |
|                   |  | █ 1号线往东岗（西站什字） |

## 车站出口

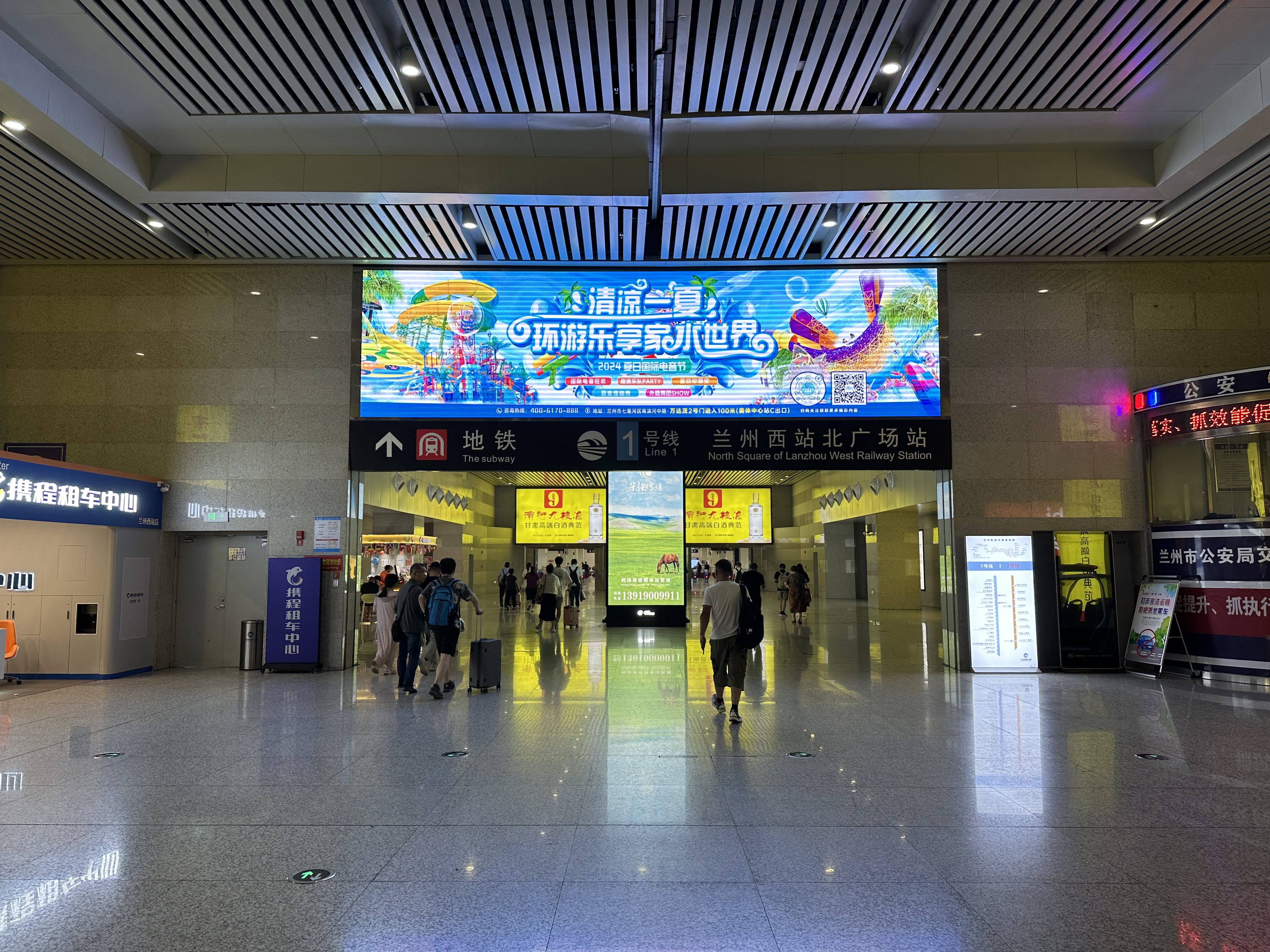
国铁到达层出入口

兰州西站北广场站共设4个出口，同时车站站厅与国铁兰州西站到达层直接连通，各出口及周围设施如下所示：
| 编号                | 建议前往的目的地   | 照片 | 无障碍设施 |
| ------------------- | ------------------ | ---- | ---------- |
| A · 出口 · （设有） | 西津西路南侧       |      |            |
| B · 出口            | 西津西路南侧       |      | 不適用     |
| C · 出口            | 兰州西站北广场南侧 |      | 不適用     |
| D · 出口            | 兰州西站北广场南侧 |      | 不適用     |
| 图例： 设有         |                    |      |            |

## 接驳交通

### 国铁
- 国铁陇海铁路、徐兰客运专线及兰新铁路兰州西站

### 公交车
- 兰州西站：1路、31路、35路、53路、84路、88路、108路、127路、129路、157路、606路、608路、Q35路、Q77路、机场巴士3号线
- 兰州西站北广场：31路、35路、50路、77路、84路、108路、127路、136路、137路、157路、158路、K102路

## 车站历史
本站建设时期工程名为西客站站，开通前正式命名为兰州西站北广场站。
- 2015年7月31日，1号线车站主体结构封顶[2]。
- 2015年11月22日，2号线车站主体结构封顶[5]。
- 2019年6月23日，车站随1号线一期工程通车开通[1]。